# Chích ruộng lúa
Acrocephalus agricola là một loài chim trong họ Acrocephalidae.
Loài chích này sinh sản trong các khu vực ôn đới trung bộ châu Á. Đây là loài di cư, trú đông trong Pakistan và Ấn Độ. Loài này hiếm khi đến Tây Âu mặc dù có những quần thể sinh sản nhỏ dọc theo bờ biển phía tây của Biển Đen xung quanh biên giới giữa Bulgaria và România. Chúng được tìm thấy ở trong thảm thực vật thấp như dài cỏ, lau sậy và lúa. Mỗi tổ có 4-5 quả trứng xây trong bụi cỏ.
Thân dài 13 cm, sải cánh dài 15-17,5 cm, gần với kích thước chích Á-Âu nhưng mỏ và sải cánh ngắn hơn. Giống như hầu hết các chim chích, nó ăn côn trùng.

## Hình ảnh

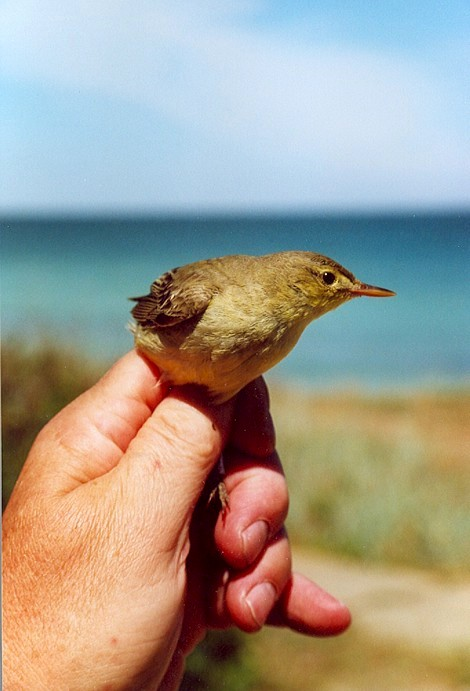
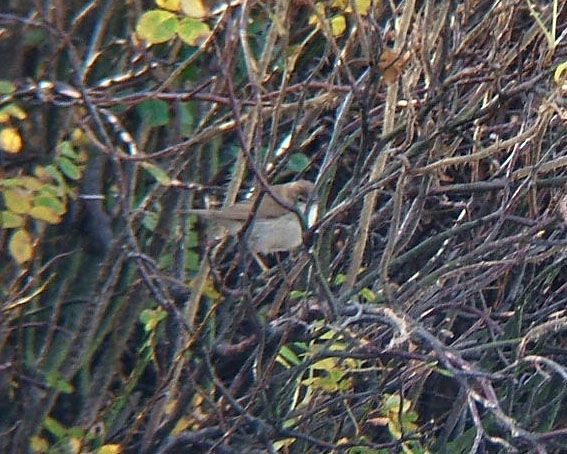
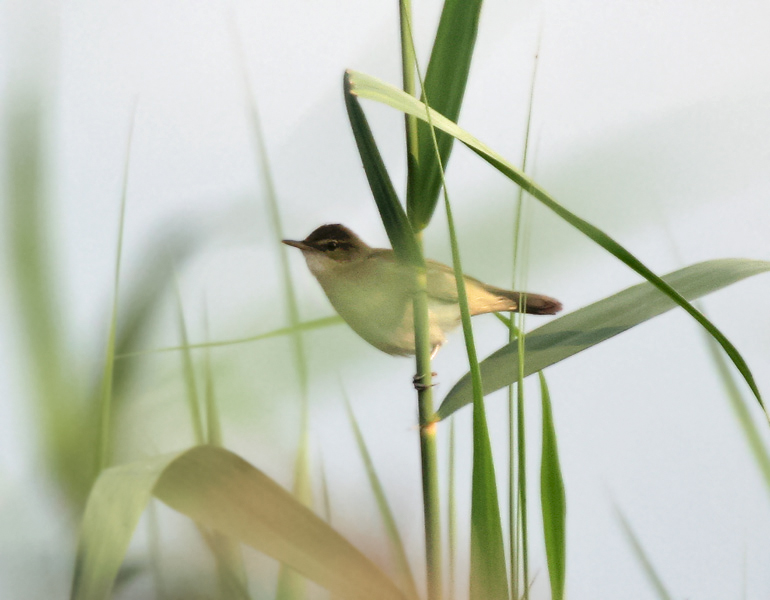
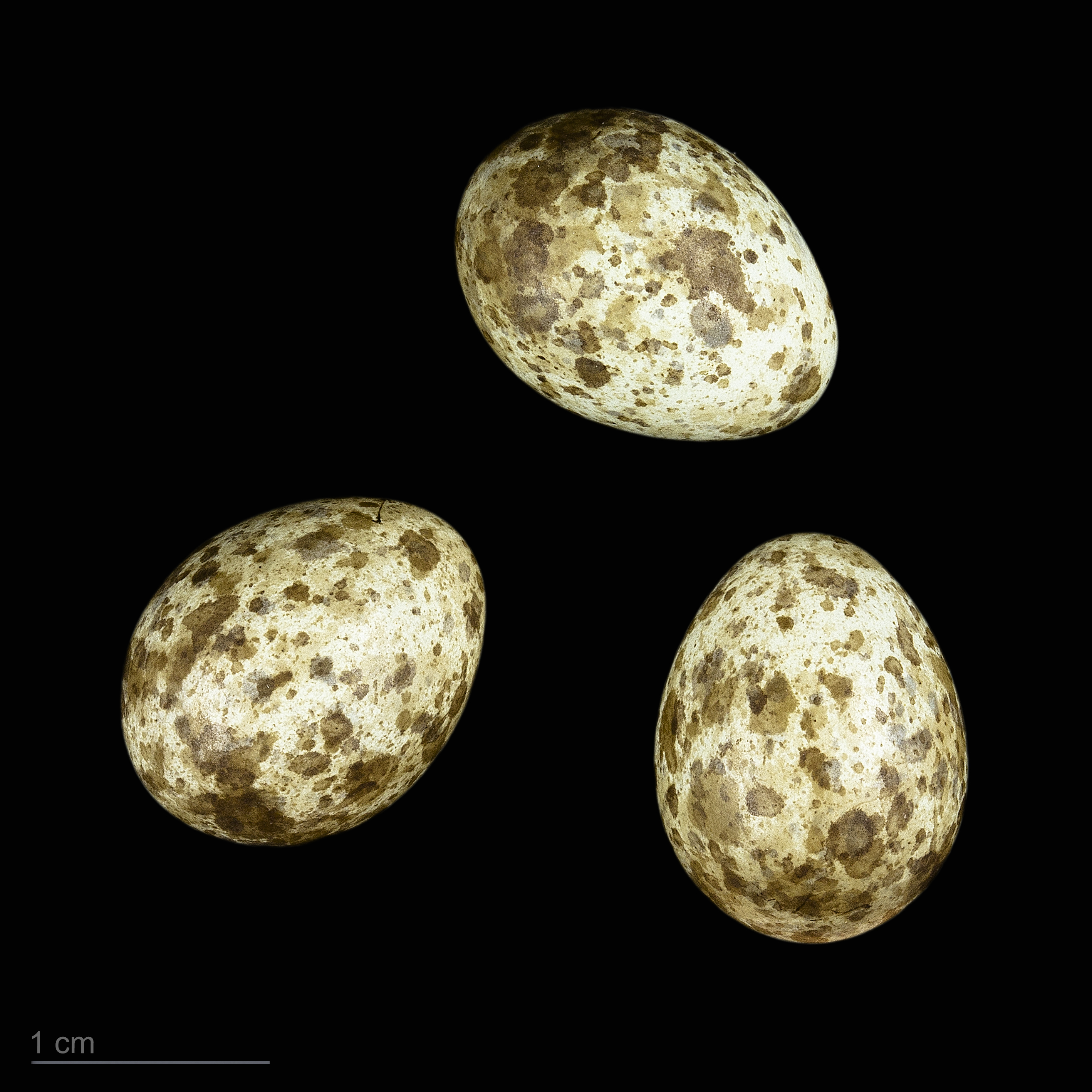
Acrocephalus agricola